# Georges Bizet: Carmen
Georges Bizet: Carmen (v originále Carmen) je francouzsko-italský dramatický film z roku 1984, který režíroval Francesco Rosi. Jedná se o filmové zpracování Bizetovy opery Carmen. Snímek měl světovou premiéru 14. března 1984.

## Obsazení
| Julia Migenes-Johnson | Carmen        |
| Plácido Domingo       | Don José      |
| Ruggero Raimondi      | Escamillo     |
| Faith Esham           | Micaëla       |
| François Le Roux      | Moralès       |
| John-Paul Bogart      | Zuñiga        |
| Susan Daniel          | Mercédès      |
| Lillian Watson        | Frasquita     |
| Jean-Philippe Lafont  | Dancaïre      |
| Gérard Garino         | Remendado     |
| Julien Guiomar        | Lillas Pastia |
| Accursio Di Leo       | Guide         |
| Maria Campano         | Manuelita     |
| Cristina Hoyosová     | tanečnice     |
| Juan Antonio Jiménez  | tanečník      |

## Ocenění
- BAFTA: nejlepší cizojazyčný film a nominace za nejlepší hudbu a nejlepší zvuk
- César: nejlepší zvuk (Guy Level a Dominique Hennequin) a nominace v kategoriích nejlepší film, nejlepší režie (Francesco Rosi), nejlepší kamera (Pasqualino De Santis), nejlepší výprava (Enrico Job), nejlepší kostýmy (Enrica Job) a nejlepší herečka (Julia Migenes)
- David di Donatello: nejlepší film, nejlepší režie, nejlepší kamera, nejlepší střih, nejlepší výprava, nejlepší kostýmy
- Zlatý glóbus: nominace na nejlepší zahraniční film